# Äventyrsroman
Äventyrsromaner är en genre inom litteraturen där äventyr, spänning och fysiska faror finns med i handlingen. De flesta äventyrsromaner har en hjälte. Äventyr har funnits med i litteraturen sedan de tidigaste romanerna, som exempelvis författaren Heliodoros från Emesas romaner som beskriver en hjälte som genom olika äventyr till slut får sin älskade. Ett annat exempel är de medeltida riddarromanerna.
Från mitten av 1800-talet då litteratur massproducerades blev äventyrsromanerna en populär genre. Från den perioden finns bland andra författarna Alexandre Dumas d.ä., Jules Verne, Jack London, Henry Rider Haggard, Emilio Salgari, Louis Henri Boussenard, Thomas Mayne Reid, Sax Rohmer, Edgar Wallace, J.R.R. Tolkien och Robert Louis Stevenson. Äventyrsromaner överlappar ofta andra genrer, särskilt krigs-, kriminal- och sjörövarromaner samt vilda västern och fantasy. Inte alla böcker inom dessa genrer är äventyr, men äventyrsromaner har ofta sin handling med utgångspunkt i dessa.